# Natação no Campeonato Mundial de Esportes Aquáticos de 2011 - 400 m medley masculino
A prova dos 400 metros medley masculino da natação no Campeonato Mundial de Esportes Aquáticos de 2011 ocorreu no dia 31 de julho no Shanghai Oriental Sports Center  em Xangai.

## Recordes
Antes desta competição, os recordes mundiais e do campeonato nesta prova eram os seguintes:
| Tipo                  | Atleta         | Tempo   | Local     | Data                 |
| --------------------- | -------------- | ------- | --------- | -------------------- |
|                       | Michael Phelps | 4:03.84 | Pequim    | 10 de agosto de 2008 |
| Recorde do campeonato | Michael Phelps | 4:06.22 | Melbourne | 1 de abril de 2007   |

## Medalhistas
| Ouro              | Prata             | Bronze              |
| Ryan Lochte (USA) | Tyler Clary (USA) | Yuya Horihata (JPN) |

## Resultados

### Eliminatórias
36 nadadores de 29 nações participaram da prova. Os 8 melhores competidores se classificaram para a final.
| Pos. | Bateria | Raia | Nadador                  | Nacionalidade      | Tempo   | Notas            |
| ---- | ------- | ---- | ------------------------ | ------------------ | ------- | ---------------- |
| 1    | 5       | 4    | Ryan Lochte              | Estados Unidos     | 4:11.89 | Q                |
| 2    | 5       | 3    | Yuya Horihata            | Japão              | 4:13.68 | Q                |
| 3    | 3       | 3    | Huang Chaosheng          | China              | 4:14.07 | Q                |
| 4    | 4       | 4    | Tyler Clary              | Estados Unidos     | 4:14.98 | Q                |
| 5    | 3       | 7    | Ioannis Drymonakos       | Grécia             | 4:15.01 | Q                |
| 5    | 5       | 5    | Dávid Verrasztó          | Hungria            | 4:15.01 | Q                |
| 7    | 4       | 5    | Wang Chengxiang          | China              | 4:16.45 | Q                |
| 8    | 4       | 3    | Roberto Pavoni           | Reino Unido        | 4:16.48 | Q                |
| 9    | 4       | 7    | Riaan Schoeman           | África do Sul      | 4:16.53 |                  |
| 10   | 4       | 6    | Joseph Roebuck           | Reino Unido        | 4:16.95 |                  |
| 11   | 5       | 6    | Yannick Lebherz          | Alemanha           | 4:17.31 |                  |
| 12   | 4       | 1    | Dinko Jukić              | Áustria            | 4:17.36 |                  |
| 13   | 5       | 1    | Thomas Fraser-Holmes     | Austrália          | 4:18.49 |                  |
| 14   | 3       | 1    | Diogo Carvalho           | Portugal           | 4:18.68 |                  |
| 15   | 2       | 4    | Jung Won-Yong            | Coreia do Sul      | 4:18.98 |                  |
| 16   | 2       | 3    | Taki M'rabet             | Tunísia            | 4:18.99 |                  |
| 17   | 5       | 7    | Maksym Shemberev         | Ucrânia            | 4:19.29 |                  |
| 18   | 4       | 2    | Luca Marin               | Itália             | 4:19.48 |                  |
| 19   | 3       | 6    | Federico Turrini         | Itália             | 4:19.50 |                  |
| 20   | 4       | 8    | Raphael Stacchiotti      | Luxemburgo         | 4:20.64 | Recorde nacional |
| 21   | 5       | 8    | Andrew Ford              | Canadá             | 4:20.87 |                  |
| 22   | 3       | 4    | László Cseh              | Hungria            | 4:22.26 |                  |
| 23   | 5       | 2    | Gal Nevo                 | Israel             | 4:25.96 |                  |
| 24   | 2       | 2    | Nuttapong Ketin          | Tailândia          | 4:26.41 |                  |
| 25   | 3       | 2    | Mitch Larkin             | Austrália          | 4:26.91 |                  |
| 26   | 2       | 1    | Aleksey Derlyugov        | Uzbequistão        | 4:27.19 |                  |
| 27   | 2       | 5    | Pedro Pinotes            | Angola             | 4:28.81 |                  |
| 28   | 3       | 8    | Ezequiel Trujillo Aviles | México             | 4:30.85 |                  |
| 29   | 2       | 7    | Morad Berrada            | Marrocos           | 4:31.97 |                  |
| 30   | 2       | 8    | Diego Castillo           | Panamá             | 4:32.39 |                  |
| 31   | 1       | 4    | Marko Blazevski          | Macedônia do Norte | 4:32.96 |                  |
| 32   | 1       | 5    | Rafael Alfaro            | El Salvador        | 4:35.84 |                  |
| 33   | 2       | 6    | Võ Thái Nguyên           | Vietname           | 4:41.02 |                  |
| 34   | 1       | 3    | Ahmed Atari              | Catar              | 5:16.80 |                  |
| –    | 1       | 6    | Adbulrahman Alishaq      | Catar              |         | DNS              |
| –    | 3       | 5    | Thiago Pereira           | Brasil             |         | DNS              |

### Final
Estes são os resultados da final.
| Pos.              | Raia | Nadador            | Nacionalidade  | Tempo   | Notas            |
| ----------------- | ---- | ------------------ | -------------- | ------- | ---------------- |
| Medalha de ouro   | 4    | Ryan Lochte        | Estados Unidos | 4:07.13 |                  |
| Medalha de prata  | 6    | Tyler Clary        | Estados Unidos | 4:11.17 |                  |
| Medalha de bronze | 5    | Yuya Horihata      | Japão          | 4:11.98 | Recorde nacional |
| 4                 | 3    | Huang Chaosheng    | China          | 4:13.62 |                  |
| 5                 | 2    | Ioannis Drymonakos | Grécia         | 4:14.62 | Recorde nacional |
| 6                 | 7    | Dávid Verrasztó    | Hungria        | 4:15.67 |                  |
| 7                 | 1    | Wang Chengxiang    | China          | 4:15.89 |                  |
| 8                 | 8    | Roberto Pavoni     | Reino Unido    | 4:19.85 |                  |

Legenda
| Recorde mundial       | Recorde mundial (World record)               |                       | Recorde africano                      | Recorde africano (African) |                                           | Q | Classificado por posição (Qualified) |
| Recorde do campeonato | Recorde do campeonato (Championship record)  | Recorde da América    | Recorde da América (Americas)         | q                          | Classificado por melhor tempo (Qualified) |   |                                      |
| Melhor marca do ano   | Melhor marca do ano (World leading)          | Recorde asiático      | Recorde asiático (Asian)              | DNS                        | Não largou (Did not start)                |   |                                      |
| Recorde nacional      | Recorde nacional (National record)           | Recorde europeu       | Recorde europeu (European)            | DNF                        | Não terminou (Did not finish)             |   |                                      |
| Recorde pessoal       | Recorde pessoal do atleta (Personal best)    | Recorde da Oceania    | Recorde da Oceania (Oceania)          | DSQ / DQ                   | Desclassificado (Disqualified)            |   |                                      |
| Recorde da temporada  | Recorde da temporada do atleta (Season best) | Recorde sul-americano | Recorde sul-americano (South America) | NM                         | Sem marca (No mark)                       |   |                                      |